# Marko Đorđević
Marko Đorđević, cyr. Марко Ђорђевић (ur. 6 września 1978 w Belgradzie) – serbski narciarz alpejski, olimpijczyk z Nagano i Salt Lake City, pięciokrotny medalista mistrzostw Jugosławii w narciarstwie alpejskim.
Wystąpił w zawodach olimpijskich w slalomie gigancie podczas igrzysk w Nagano oraz w slalomie i slalomie gigancie cztery lata później, na igrzyskach w Salt Lake City. W Nagano zajął 35. miejsce, a w Salt Lake City był 26. w slalomie i 41. w slalomie gigancie.
Wdziął udział w trzech edycjach mistrzostw świata w narciarstwie alpejskim w latach 1997–2001. Trzykrotnie został sklasyfikowany w tych zawodach. Najlepszy rezultat osiągnął w slalomie podczas mistrzostw w Sestriere w 1997 roku, kiedy był 32. W 2001 roku dwukrotnie wystartował w zawodach Pucharu Świata, jednak nie został w nich sklasyfikowany (w obu przypadkach nie ukończył pierwszego przejazdu w slalomie). W tym samym roku uczestniczył w uniwersjadzie w Zakopanem – zajął 43. miejsce w slalomie, natomiast w slalomie gigancie nie ukończył drugiego przejazdu i nie został sklasyfikowany.
W swojej karierze pięciokrotnie stawał na podium mistrzostw Jugosławii w narciarstwie alpejskim. W 1996 roku zdobył brązowy medal w slalomie gigancie podczas mistrzostw w Brezovicy. Trzy lata później w Kopaoniku został mistrzem kraju w slalomie gigancie i wicemistrzem w slalomie. Tytuł w slalomie gigancie obronił rok później, również w Kopaoniku. Ponadto został mistrzem w slalomie w 2001 roku w Bjelasicy.